# Cartoon Network (Portugal)
Cartoon Network, comúnmente abreviado como CN, es un canal de televisión por cable portugués lanzado el 3 de diciembre de 2013 y administrado por Warner Bros. Discovery EMEA (un grupo semiautónomo del conglomerado Warner Bros. Discovery).
En 2014, Cartoon Network se convierte en el tercer canal favorito de los niños y adolescentes en Portugal, solo por detrás de Canal Panda (segundo) y Disney Channel (primero).

## Historia
La versión paneuropea de Cartoon Network se ha difundido en Portugal, Angola y Mozambique durante mucho tiempo, desde 1997 hasta el tercer trimestre de diciembre de 2013 en inglés. Compartió su horario de programación con TCM (por las tardes alrededor de las 20h).
La versión portuguesa del canal se lanzó el 1 de octubre de 2013 en Angola y Mozambique.
Desde el 3 de diciembre de 2013, el canal se ha lanzado oficialmente en Portugal por cable las 24 horas del día. El mismo día, el canal se lanza en formato 16:9 y totalmente en portugués. En África, el canal comienza inmediatamente con series como The Amazing World of Gumball y Adventure Time.

## Eras
- CHECK it (2.0) (2013 - 30 de mayo de 2014)
- CHECK it (3.0) (30 de mayo de 2014 - 31 de marzo de 2017)
- Dimensional (31 de marzo de 2017 - presente)

## Censura en la programación
Entre mayo y octubre de 2014, el canal censuró 103 cortometrajes de Tom & Jerry. La censura fue motivada por el hecho de que el canal eligió no hacer un doblaje portugués para la fase de la Edad de Oro de la animación de personajes americanos. Otra censura se produjo durante la fase de Gene Deitch (1960), cuando todos los episodios fueron censurados.
En 2015 y 2016, el canal repitió "Doraemon" y la película "Doraemon e a Revolução dos Robôs" (es: Doraemon y la Revolución de los Robots) e hizo que el canal cortara escenas. Este tema llegó a la atención de los antiguos y actuales fanes del personaje y generó polémica en las redes sociales, lo que llevó al canal a cancelar el anime de los 70 por indecencia.

## Cartoon Network Premium

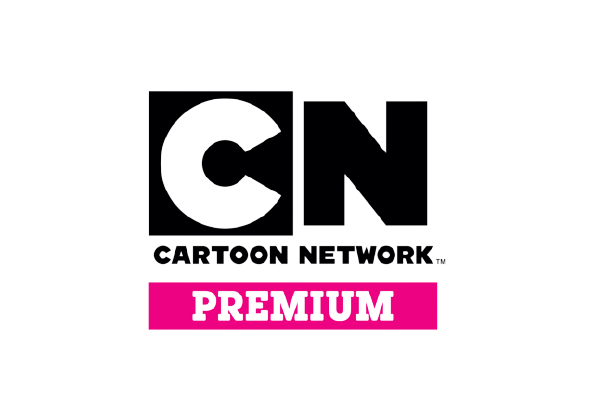
El logo del servicio VOD de Cartoon Network Premium

Cartoon Network Premium es un servicio de vídeo a la carta disponible exclusivamente en el operador MEO del canal 52.
Este servicio permite (re)ver ciertos episodios de series y películas unas horas/días antes de que se emitan en Cartoon Network, pero también en otros dispositivos distintos de la televisión.